# ジョーダン・スペンス (アイスホッケー)
ジョーダン・スペンス（Jordan Spence、2001年2月24日 - ）は、オーストラリア連邦ニューサウスウェールズ州シドニー生まれ、日本の大阪府大阪市及びカナダ連邦プリンスエドワードアイランド州コーンウォール出身のプロアイスホッケー選手である。ナショナルホッケーリーグ(NHL)のロサンゼルス・キングスに所属。
NHL史上初のオーストラリア生まれの選手、NHL史上初の日本人スケーターで現役唯一のNHLの日本国籍選手。

## 経歴

### プロ入り前
オーストラリアのシドニーで出生後、主に小学生時代を大阪で過ごした。5歳の時に父親からアイスホッケーを教わった。11歳でカナダに渡った。同国の年代別代表も務めた。ケベック・メジャー・ジュニア・ホッケー・リーグ(QMJHL)のモンクトン・ワイルドキャッツでプレーした後、2019年のNHLドラフト4巡目(全体95位)でロサンゼルス・キングスに指名される。

### プロ入りとキングス時代
2020年6月3日にキングスと契約を結んだ。
2020-21シーズンはアメリカン・ホッケー・リーグ(AHL)のキングス傘下のオンタリオ・レインに所属。
2022年3月10日、本拠地でのサンノゼ・シャークス戦で日本国籍保持者としては福藤豊に次いで2人目となるNHL出場を果たす。3月26日、シアトル・クラーケン戦で日本国籍保持者としてNHL初得点を決める。最終的に2021-22シーズンは24試合に出場し、前述のゴールを含む2ゴール、6アシスト、8ポイントを記録した。
2022-23シーズンは6試合に出場し、1アシスト、1ポイントを記録した。
2023-24シーズンは開幕前には
2023年9月15日に9月23日の24日の日程で自身の出生国であるオーストラリアで初開催となったメルボルンでのアリゾナ・コヨーテズとのエキシビジョン試合にキングスの選手として帯同することになった。10月10日にキングスの開幕ロースターが発表され、開幕はレインで迎えることになったが、AHL開幕前の10月13日にキングスに昇格した。尚、背番号が53から21に変更となる。

## 選手としての特徴
NHLの中で大きくないが、ゲームを読む力と的確なパスを出せることが強みで、得点の起点となるプレーができることから、アメリカンフットボールのクォーターバックに喩えて、"氷上のクォーターバック"と称されている。

## 人物
カナダ人の父と日本人の母を持ち、両国の二重国籍であるが、11歳までは毎年父親の故郷であるカナダ・プリンスエドワード島に帰省していたため少しの英語は理解できていた。。カナダに移住後は日本語、英語に加えて、カナダの公用語であるフランス語も流暢に話せるようになった。
好きなアーティストはトラヴィス・スコット。

## 詳細情報

### 表彰
QMJHL
- All-Rookie Team (2019)
- First All-Star Team (2020, 2021)

AHL
- AHL All-Rookie Team (2022)
- AHL First All-Star Team (2022)

### 背番号
- 53（2021年 - 2023年）
- 21（2023年 - ）

### 代表歴
- 2019年アイスホッケーU18世界選手権カナダ代表
- 2021年アイスホッケーU20世界選手権カナダ代表